# Ванаг, Эрик
Эрик Карл Юрий Ванаг (латыш. Ēriks Kārlis Jūlijs Vanags, 12 [24] января 1892, Рига — неизвестно) — российский легкоатлет, выступавший в прыжковых и метательных дисциплинах. Участник летних Олимпийских игр 1912 года.

## Биография
Эрик Ванаг родился 24 (12 по старому стилю) января 1892 года в Риге.
Выступал в легкоатлетических соревнованиях за «Унион» из Риги. Дважды становился чемпионом России: в 1910 году в прыжках в высоту (1,65 метра), в 1914 году — в прыжках в высоту с места, установив рекорд страны (1,485). Также завоевал бронзовые медали на чемпионатах России: в 1910 году в прыжках с шестом (2,90), в 1911-м в толкании ядра (10,62), в 1914-м в прыжках в длину с места (2,895).
В 1912 году вошёл в состав сборной России на летних Олимпийских играх в Стокгольме. В квалификации толкания ядра занял 20-е место, показав результат 10,44 метра и уступив 4,34 метра завоевавшему золото Пэту Макдональду из США. В квалификации метания диска занял предпоследнее, 39-е место, показав результат 31,34 метра и проиграв завоевавшему золото 13,88 метра победителю Армасу Тайпале из Финляндии.
О дальнейшей жизни данных нет.

## Личные рекорды
- Прыжки в высоту — 1,65 (1910)[1]
- Прыжки в длину — 6,00 (1912)[1]
- Прыжки с шестом — 2,95 (1909)[1]
- Толкание ядра — 11,26 (1912)[1]

## Семья
Отец — Ян Ванаг, служащий.
Мать — Луиза Вильгельмина Ванаг (в девичестве Тапперс).